# Gerrit Frotscher
Gerrit Frotscher (* 23. September 1943 in Arnstadt) ist ein deutscher Jurist.

## Leben
Von 1963 bis 1967 studierte er Rechtswissenschaft an den Universitäten Frankfurt am Main und Göttingen (1967 erste juristische Staatsprüfung vor dem Justizprüfungsamt bei dem Oberlandesgericht Celle). Von 1967 bis 1971 absolvierte er das Referendariat bei dem Hanseatischen Oberlandesgericht Hamburg (1971 große juristische Staatsprüfung vor dem Prüfungsamt bei dem Hanseatischen Oberlandesgericht Hamburg). Von 1971 bis 1978 war er Regierungsrat und Oberregierungsrat in der Hamburgischen Finanzverwaltung (Lehrtätigkeit an der Landesfinanzschule als Nebentätigkeit). Nach der Promotion 1974 an der Universität Göttingen zum Dr. iur. war er von 1979 bis 2003 im internationalen Shell-Konzern im Bereich Internationales Steuerrecht bei der Deutschen Shell AG tätig. Von 1999 bis 2008 lehrte er als Professor für Steuerrecht mit dem Schwerpunkt ausländisches und internationales Finanz- und Steuerrecht an der Universität Hamburg.

## Schriften (Auswahl)
- mit Ernst Maas: Leitfaden zur Körperschaftsteuererklärung 1988. Freiburg im Breisgau 1989, ISBN 3-448-02048-6.
- Umwandlungssteuererlass 2011. Ein Praxishandbuch. Berlin 2012, ISBN 3-648-02566-X.
- Internationales Steuerrecht. München 2015, ISBN 3-406-67870-X.
- Besteuerung bei Insolvenz. Frankfurt am Main 2014, ISBN 3-8005-2090-7.